# Olivia Newman
Olivia Newman (ur. w Hoboken) – amerykańska reżyserka i scenarzystka filmowa.
Olivia Newman urodziła się w Hoboken, w stanie New Jersey. W 1996 ukończyła The Hudson School. Posiada tytuł licencjata w zakresie studiów francuskich i kobiecych  w Vassar College. Uzyskała tytuł magistra na Uniwersytecie Columbia. Była wielokrotnie nagradzaną scenarzystką i reżyserką, której filmy były pokazywane na międzynarodowych festiwalach filmowych, m.in. w: Nowym Jorku, Aspen (Shortsfest) i Vancouver. W 2015 uczestniczyła w Sundance Directors Lab i Sundance Screenwriters Lab. Jej scenariusz do First Match był ćwierćfinalistą Academy Nicholl Fellowship i jednym z siedmiu zwycięskich scenariuszy konkursu Columbia University Blue List 2015. Olivia Newman jest także laureatką stypendium Durga Entertainment Filmmaker Grant 2015 i stypendium Maryland Filmmakers Fellowship. Jej filmy otrzymały wsparcie Sundance Institute, HBO i The Caucus Foundation.

## Filmografia
- 2018: Pierwsza walka (First Match)
- 2022: Gdzie śpiewają raki (Where the Crawdads Sing)